# Яковлевка (Грязовецький район)
Я́ковлевка (рос. Яковлевка) — присілок у складі Грязовецького району Вологодської області, Росія. Входить до складу Перцевського сільського поселення.

## Населення
Населення — 1 особа (2010; 0 у 2002).